# Tanjung Dalam (Pondok Kubang)
Tanjung Dalam is een bestuurslaag in het regentschap Bengkulu Tengah van de provincie Bengkulu, Indonesië. Tanjung Dalam telt 221 inwoners (volkstelling 2010).